# 東京マラソン2015
東京マラソン2015（とうきょうマラソン2015、Tokyo Marathon 2015）は、2015年2月22日に東京都内の日本陸上競技連盟公認コース（一部カテゴリのみ）で行われた通算9回目となる東京マラソン。

## 概要
本大会は第15回世界選手権選考会、アボット・ワールドマラソンメジャーズシリーズIXの開幕戦として開催された。また2016年のリオデジャネイロオリンピック実施に向けて最初の予行演習となる大会である。
参加定員は前回と同じく、マラソンが3万5,500人、10km走が500人、計36,000人。

## 参加資格
基本的に前回大会と同様。

### フルマラソン
一般
大会当日満19歳以上、6時間40分以内に完走できる男女
障害者、本大会が推薦する国内・国外の者を含む
エリート
日本陸上競技連盟登記・登録競技者で、申込期日までに日本陸上競技連盟の公認競技会で一定の記録を出した男女競技者
日本陸上競技連盟が推薦する男女競技者
準エリート
財団が設けた基準を満たし、提携している日本国内のマラソン大会主催者から推薦された者（大会ごとに定員有り）
上記基準を満たした日本国外の選手（指定された大会の公式記録証を添付し自薦）
車いすの部
レース仕様車で2時間10分以内に完走できる男女計25人

## 参加申込
一般参加者については下記の通り。エリートの部については別途。
方法
インターネットを通じての申し込み
期間
2014年8月1日から8月31日まで
参加者の決定
定員を大きく超えたため抽選を実施